# Castalius naxus
Castalius naxus är en fjärilsart som beskrevs av Jacob Hübner 1816. Castalius naxus ingår i släktet Castalius och familjen juvelvingar. Inga underarter finns listade i Catalogue of Life.